# Zietzia geologa
Zietzia geologa är en skalbaggsart som beskrevs av Blackburn 1894. Zietzia geologa ingår i släktet Zietzia och familjen Melolonthidae. Inga underarter finns listade i Catalogue of Life.